# Norrfinne lagsaga
Norrfinne lagsaga är den ena av de två lagsagor, i vilka Finlands lagsaga delades genom stadgande av Erik av Pommern 1435. Den andra hette Söderfinne lagsaga.
Till lagsagan räknades det s.k. Norrfinland med sina skär, Satakunda, Åland och Österbotten. Efter Vasa hovrätts tillkomst 1776 överfördes den norra delen av Norrfinne lagsaga till den nya Vasa och Uleåborgs lagsaga. Den södra delen av lagsagan kvarstod under Åbo hovrätt och kallades därefter för Åbo och Björneborgs lagsaga. För fortsättningen se Finska lagsagor 1776–1868.

## Lagmän i Norrfinne
- 1437–1438: Sune Sunason (Ille)
- 1448–1458: Henrik Klasson (Djäkn)
- 1459–1486: Hartvig Jakobsson (Garp)
- 1487–1488: Erik Ragvaldsson (Fargalt)
- 1488–1506: Henrik Bidz den yngre
- 1507–1521: Henrik Stensson (Renhuvud)
- 1524–1548: Ivar Fleming
- 1549–1568: Jöran Fincke
- 1569–1577: Hogenskild Bielke
- 1577–1586: Henrik Klasson (Horn)
- 1587–1589: Axel Stensson (Leijonhufvud)
- 1590–1599: Claes Bielke
- 1600–1601: Carl Horn
- 1602–1606: Matts Larsson (Kruse)
- 1606–1622: Jesper Matsson Krus
- 1625–1645: Johan Skytte
- 1645–1664: Knut Posse
- 1664–1676: Gustaf Posse
- 1676: Lorentz Creutz
- 1676–1677: Simon Grundel Helmfelt
- 1677–1680: Johan Gyllenstierna
- 1680–1682: Claes Rålamb
- 1682–1697: Fredrik Stenbock[2]
- 1697–1711: Claes Henrik Grönhagen[3]
- 1711–1715: Erik Bosin
- 1719–1736: Simon Lilliegren[4]
- 1736–1742: Lars Johan Ehrenmalm
- 1744–1766: Johan Christoffer von Morian[5]
- 1766–1783: Eric af Palén[6]